# Pyrulofusus melonis
Pyrulofusus melonis är en snäckart som först beskrevs av Dall 1891.  Pyrulofusus melonis ingår i släktet Pyrulofusus och familjen valthornssnäckor. Inga underarter finns listade i Catalogue of Life.